# Градска порта
Градската порта е порта в градска стена.
Първоначалното предназначение на градските порти е да предоставят контролиран достъп на хора, превозни средства и животни през градската стена, като изпълняват различни функции, свързани с отбраната, безопасността, здравеопазването, търговията и данъчното облагане, като в някои случаи имат постоянен персонал от военни или общински служители. Те могат да бъдат силно укрепени, както и украсени с хералдически символи, скулптури или надписи. С отмирането на отбранителните функции на градските стени на много места те са разрушени, но в някои случаи градските порти са запазени като исторически паметник с архитектурни функции в градската среда.